# Rally Avtohit Zima
Rally Avtohit Zima je januarja 1992 sestavljalo pet hitrostnih preizkušenj. Po dvakrat sta se vozili preizkušnji Hrušica in Besnica v okolici Ljubljane, zadnja preizkušnja pa je bila izpeljana na makadamskem parkirišču ob gramozni jami starega avtomobilskega sejma ob Litijski cesti. Rallyja se je udeležilo 27 posadk, le dve sta odstopili. Leta 1993 je potekal v Domžalah ter njeni okolici. Rally je dobil Silvan Lulik z Ford Sierro Cosworth. To je bila tudi zadnja zmaga Silvana Lulika v državnem prvenstvu.

## Zmagovalci
| Leto | Dirkač       | Sovoznik        | Dirkalnik            |
| ---- | ------------ | --------------- | -------------------- |
| 1992 | Silvan Lulik | Matjaž Mihelčič | Mazda 323            |
| 1993 | Silvan Lulik | Matjaž Mihelčič | Ford Sierra Cosworth |